# 东倾沟乡
东倾沟乡，是中华人民共和国青海省果洛藏族自治州玛沁县下辖的一个乡镇级行政单位。

## 行政区划
东倾沟乡下辖以下地区：
东柯河牧委会和当前牧委会。